# BIRTHDAY PRESENT
BIRTHDAY PRESENT（ばーすでぃぷれぜんと）は、漫画家蜂文太がBIRTHday名義で発表した成人向け漫画作品である。
本作は、「レモンピープル」（あまとりあ社発行）誌上に連載された作品や久保書店発行のアンソロジーコミックに掲載された短編をまとめた内容であり、宙出版から出版された。

## 概要
BIRTHday3作目の単独名義単行本、久保書店以外の出版会社が発行した初の単行本となる。
ほぼ全編に渡り巨大な乳房（巨乳）を持つ女性が登場している。また、体は全体的にムッチリと非常に肉感的に描かれているが、顔に関しては若干の幼さを残す作風で描かれている。ほぼ半数が現代を舞台としており、女性はほとんどがメイドや看護婦などのコスプレで登場する。残りの半数はファンタジー世界を舞台としており、それらの作品全てに女性格闘家が登場している。これら女性格闘家が登場する作品は単に成人向け漫画特有の性的興奮を煽る内容のみならず、格闘漫画としての体裁を整えており、純粋な格闘漫画として楽しめる。事実、掲載されている RAN AWAY の3編においては直接的な性的描写は皆無であり、攻撃を受けて主人公女性の服が破かれる描写はあるが乳首の露出は巧みに回避している。作者は別名義蜂文太として少年誌で格闘漫画を連載していた経験があり、使用上の御注意をよくお読み下さいやRUN AWAYはその独自の作風を強く受け継いでいる。

## 各話概要
1. あっちの彼と彼女
  - 転校生の章太は裕福な家に生まれ育ったことにある種のコンプレックスを抱き、それを隠していた。そこへ委員長が章太の家だと知らずにメイドとして働きに来る。
2. 看護して!看護婦さん
  - 病気で寝込む男のもとに、女がお見舞いに来るが、あやまって男に頭から水をかぶせてしまう。病気の悪化した男は、女にお見舞いでなく看病を要求して女に看護婦の格好をさせる。
3. めいどの穴
  - 優秀なメイドを育成する学校で、いつもドジをするメイドがバケツを破壊して皿を割ってしまう。先生は厳しく叱責するが、一生懸命にがんばるというメイドの態度を見て、特別実習を実施する。
4. 秘め事 はまり事
  - 親が再婚した義理の兄と妹のストーリー。
5. 僕たちのメイドちゃん
  - メイドと雇い主の息子兄弟のストーリー。
6. 先生はまいっちゃった
  - 教育実習生となった女と女の幼馴染で隣に住む男のストーリー。
7. 使用上の御注意をよくお読み下さい
  - 両親を亡くした魔法使いアルは身寄りを求めて父親の友人マーブを訪ねる。アルは健忘症のマーブに自分のことを思い出させるため、父親が死ぬ直前書いた手紙を見せる。手紙にはアルに格闘術を教えて立派な冒険者にして欲しいという願いが書かれており、早速アルの格闘術特訓が始まる。訓練の前に、安全上の理由として、マーブは極度に視力の悪いアルに眼鏡を外させる。厳しい特訓に耐えかねたアルは、マーブに鈍重（スロー）の魔法の粉をかけようとするが間違えて魅了（チャーム）の魔法の粉をかけてしまう。完全にアルに魅了されて理性を失ったマーブはアルを拘束し、逃げようとする太腿に蹴りを入れる。アルは視力の悪さゆえにマーブから逃げきれず、おまけに太腿殺しなる技を受けて完全に自由を奪われてしまう。そんな中、アルの父親の幽体が現れる。
  - あとがきにはこの作品の続編ともボツネタともとれるラフ画が載っている。
8. RUN AWAY　1
9. RUN AWAY　2
10. RUN AWAY　3
  - 重力の武闘騎士キュアは、父親である先代武闘騎士ベ・ホマを殺した左腕が義手の剣士を探すため、武装、装備に制限のない宇宙武道大会に出る。彼女は、第一戦の相手であるガンスティドに対し、自身の流派である重力拳道の重力丹という技で翻弄する。やがてガンスティドはキュアが賞金首であることに気づき、金欲しさから巨大ロボットを召喚して反撃に成功する。だが、それらは全てガンスティドの夢であり、実際はそれ以前のキュアの攻撃によって気絶していた。その後、キュアは第二戦の魔力法道アシュカに劣勢を迫れる。
  - これら3編はレモンピープルの1997年6月号、7月号、9月号にて掲載された作品で未完となっている。闘いはキュアのピンチシーンで締めくくられていて、作者に続きの構想があることが分かる。その証拠にこの単行本あとがきには「RUN AWAY II COMINNG SOON ? リクエストがあったらね」と書かれており、使用上の御注意をよくお読み下さいのラフ画とともにそのラフ画が載せられている。
11. スクールメイド
  - 男のお見舞いに女が男の家を訪ねるが、そこはお屋敷で女はメイド志願者に間違われてメイドの格好をさせられる。
12. 消化不良 -INDIGESTION-
  - 宇宙船で旅する女がエイリアンに船を襲われるSF漫画。あとがきからこの作品が商業誌デビュー作品とのこと。

## 単行本
BIRTHDAY PRESENT（2005年3月24日、ISBN 4-7767-1576-7）
- 現在は重版未定で入手困難となっているが、久保書店のアンソロジーコミックに参加したいくつかの作品はDMM.ADULTにおいてダウンロード販売されており、それを購入することで読むことが可能である。